# 173P/Mueller
173P/Mueller o Mueller 5 è una cometa periodica appartenente alla famiglia delle comete gioviane. La cometa è stata scoperta il 20 novembre 1993 dall'astronoma statunitense Jean E. Mueller, la sua riscoperta avvenuta il 6 ottobre 2005 ha permesso di numerarla definitivamente.